# Granucci
Het geslacht Granucci is een familie van Italiaanse ijsbereiders, die sinds 1928 actief is op meerdere locaties in Nederland.
In 1928 kwam de eerste Granucci naar Nederland, en wel naar Tilburg. In 1929 startte hij met de mobiele verkoop van ijs, en in 1932 werd de eerste ijssalon aldaar geopend. Als nevenactiviteit werden in de zomer gipsen beeldjes gefabriceerd.
De zoon van de eerste Granucci in Nederland opende in 1980 een ijssalon aan de Schuijlensteeg in Wageningen. Voor het hazelnootijs dat hij hier bereidde, won hij in 1996 de Coppa d'Oro. In 2004 werd deze salon overgedaan aan een andere ondernemer met wortels in Italië, Cicuto.
Edi Granucci en zijn familie richten zich momenteel voornamelijk op het fabrieksmatig produceren van Italiaans ijs, om daarmee salons in het gehele land te voorzien van Granucci-ijs. Dit bedrijf, Gelato Granucci, is gevestigd te Bemmel.